# Presa El Novillo
La Presa El Novillo, más formalmente llamada Presa Plutarco Elías Calles, es una represa ubicada en el cauce de los ríos Yaqui, Aros, Sahuaripa, Mulatos, y Moctezuma, entre los municipios de Soyopa y San Pedro de la Cueva, Sonora. Fue puesta en operación el 12 de noviembre de 1964 y su inauguración el 14 de noviembre de 1964, cuenta con una central hidroeléctrica que genera 135 megawatts de energía eléctrica. El embalse tiene una capacidad para albergar 2.925 hm³ de agua.
La presa el Novillo como su nombre lo dice se encuentra ubicada en un pueblo llamado El Novillo, Soyopa, Sonora. La presa se encuentra a 5 kilómetros de este pueblo, en el pueblo habitan alrededor de 600 personas.
Para poder crear esta presa se tuvieron que deshabitar los pueblos de Tepupa, Suaqui y Batuc ya que estos quedaron sumergidos en la presa. La gente que habitaba en ellos tuvo que irse a otras partes, algunos de ellos se quedaron en el pueblo el Novillo, y aún siguen ahí, muchos se fueron a otros lugares.